# ダグラス・ヒューブラー
ダグラス・ヒューブラー（Douglas Huebler, 1924年10月27日 - 1997年7月12日）は、アメリカ合衆国のコンセプチュアルアーティスト。
ミシガン州アナーバー出身。1948年Cleveland School of the Artsおよびパリのアカデミー・ジュリアンで学んだ後、1952年ミシガン大学卒業、1955年同大学においてMFA取得。
初期は画家として活動を始め、1966年には木とフォルミカ（メラミン樹脂）を用いたミニマル・アートの彫刻に移行する。1967年からは地図を用いた作品を制作。Site Sculpture Project, Windham College Pentagon, Putney, Vermont (1968)は地図と写真、テキストによる作品で、地図上に五角形を描くように五つの地点で撮影を行った。1968年以降は立体作品の制作をやめ、「Duration Pieces」（継続の作品）、「Variable Pieces」（変化の作品）、「Location Pieces」（場所の作品）の三つのシリーズを開始。これは主に日常生活における出来事を取り扱い、写真、地図、ドローイング、テキストによるドキュメンタリースタイルの作品である。
1969年1月、ジョセフ・コスース、ロバート・バリー（en:Robert Barry）、ローレンス・ウェイナーとともにセス・ジーゲローブ（en:Seth Siegelaub）のキュレーションによる歴史的なグループ展に参加する。この展示にあたりヒューブラーは有名なステートメントを残す。「The world is full of objects, more or less interesting; I do not wish to add any more.（世界はもので満ちている、多かれ少なかれ興味深いものたちだ；私はもう何も加えたくはない。）」
初期の代表作の一つである Duration Piece #5 (1969)は10点の白黒写真にテキストが添えられている。これはセントラルパークで鳥の鳴き声が聞こえるたびにその方向にカメラを向け写真を撮影した作品である。1971年から開始されたVariable Piece #70 (In Process) Global シリーズにおいては「全ての人の生の存在を写真としてドキュメントする」ことを目的とし、偶然道で出会った人や知り合いをはじめ膨大な量の写真を使用し、一定のテーマに沿ってテキストとともに額に収められる。
1980年代からは絵画と自身の作品を組み合わせたThe Great Correctorシリーズを開始。これは「the Great Corrector」という架空の人物に扮し、パブロ・ピカソ、マティス、ブリューゲル、ヒエロニムス・ボスなどの著名な絵画を撮影し、それらを「より良くする」ための試みである。Buried Treasureシリーズにおいてはモネ、ゴッホ、ゴーギャン、キリコなどの著名な絵画を複製し、違法美術商に関するテキストを添えて提示している。 
1976-1988年にはカリフォルニア芸術大学（CalArts）で教鞭をとり、マイク・ケリー、クリストファー・ウィリアムス（ Christopher Williams）などの世代に影響を及ぼした。 